# Trochalus beiranus
Trochalus beiranus är en skalbaggsart som beskrevs av Frey 1964. Trochalus beiranus ingår i släktet Trochalus och familjen Melolonthidae. Inga underarter finns listade i Catalogue of Life.